# Banga, South Cotabato
Banga là một đô thị hạng 1 ở tỉnh South Cotabato, Philippines. Theo điều tra dân số năm 2000 của Philipin, đô thị này có dân số 69.131 người trong 14.101 hộ.

## Các đơn vị hành chính
Banga được chia thành 22 barangay.
| - Benitez (Pob.) - Cabudian - Cabuling - Cinco (Barrio 5) - Derilon - El Nonok - Improgo Village (Pob.) - Kusan (Barrio 8) - Lam-Apos - Lamba - Lambingi | - Lampari - Liwanay (Barrio 1) - Malaya (Barrio 9) - Punong Grande (Barrio 2) - Rang-ay (Barrio 4) - Reyes (Pob.) - Rizal (Barrio 3) - Rizal Poblacion - San Jose (Barrio 7) - San Vicente (Barrio 6) - Yangco Poblacion |